# Tamira Paszek
Tamira Shelah Paszek (Dornbirn, 1990. december 6. –) osztrák hivatásos teniszezőnő, olimpikon.
Junior kategóriában 2005-ben döntőt játszott Wimbledonban, ahol a lengyel Agnieszka Radwańskától kapott ki, és 2006-ban a US Openen, ahol Anasztaszija Pavljucsenkova győzte le. A felnőttek között profi karrierje során egyéniben három WTA-tornát nyert meg, az elsőt 2006-ban Portorožban, a másodikat 2010-ben Québec Cityben, a harmadikat 2012-ben Eastbourne-ben. Emellett egyéniben hat, párosban négy ITF-tornán végzett az első helyen.
Grand Slam-tornákon eddigi legjobb eredményét Wimbledonban érte el, ahol 2011-ben és 2012-ben is bejutott a negyeddöntőbe. Párosban a legjobb Grand Slam-tornaeredménye a 2012-es US Openen elért 3. kör. A világranglistán a legjobb helyezése egyéniben a 26. hely volt, amelyet 2013. február 11-én ért el, párosban a 93. hely 2013. május 6-án.
Ausztria képviseletében vett részt a 2012-es londoni olimpia női egyes teniszversenyén. 2005–2017 között 24 alkalommal játszott Ausztria Fed-kupa-válogatottjában.
Négy és fél évesen ismerkedett meg a tenisszel, s 10–11 esztendős korában döntötte el, hogy hivatásos játékos szeretne lenni. Ekkortól jár versenyekre is. 2004-ben megnyerte a 14 éven aluliak Orange Bowl tornáját. 2006 márciusától több mint másfél évig együtt dolgozott Larry Passosszal, az egykori világelső Gustavo Kuerten korábbi edzőjével.

## Származása
Apai nagyszülei indiaiak voltak, apja Tanzániában született, s Kenyában nőtt fel. Édesanyja anyai ágon osztrák, apai ágon félig francia, félig lengyel (innen van Tamira lengyeles vezetékneve), s Chilében látta meg a napvilágot.

### Junior Grand Slam döntői

#### Egyéni

##### Elveszített döntők (2)
| Év   | Bajnokság | Borítás | Ellenfél                    | Eredmény      |
| ---- | --------- | ------- | --------------------------- | ------------- |
| 2005 | Wimbledon | Fű      | Agnieszka Radwańska         | 3–6, 4–6      |
| 2006 | US Open   | Kemény  | Anasztaszija Pavljucsenkova | 6-3, 4-6, 5-7 |

## WTA-döntői

### Egyéni

#### Győzelmei (3)
| Összesítés           |                        |
| Grand Slam-torna (0) |                        |
| Tier I (0)           | Premier Mandatory* (0) |
| Tier II (0)          | Premier Five* (0)      |
| Tier III (0)         | Premier* (1)           |
| Tier IV (1)          | International* (1)     |
| Tier V (0)           | Challenger* (0)        |

* 2009-től megváltozott a tornák rendszere. Challenger tornákat 2012-től rendeznek.
 Az egymás mellett azonos színnel jelölt tornatípusok között nincs teljes mértékű megfelelés.
|    | Dátum                | Torna                               | Borítás | Ellenfél a döntőben   | Eredmény a döntőben | Eredmény a döntőben |
| 1. | 2006. szeptember 24. | Banka Koper Slovenia Open, Portorož | Kemény  | Maria Elena Camerin   | 7–5, 6–1            |                     |
| 2. | 2010. szeptember 19. | Bell Challenge, Québec City         | Szőnyeg | Bethanie Mattek-Sands | 7–6(6), 2–6, 7–5    |                     |
| 3. | 2012. június 23.     | AEGON International, Eastbourne     | Fű      | Angelique Kerber      | 5–7, 6–3, 7–5       | (részletek)         |

#### Elveszített döntői (1)
|    | Dátum                | Torna                                  | Borítás | Ellenfél a döntőben | Eredmény a döntőben |
| 1. | 2008. szeptember 14. | Commonwealth Bank Tennis Classic, Bali | Kemény  | Patty Schnyder      | 3–6, 0–6            |

## ITF-döntői
| Színjelölés          |
| -------------------- |
| $100,000 torna       |
| $75,000/80,000 torna |
| $50,000/60,000 torna |
| $25,000/35,000 torna |
| $15,000 torna        |
| $10,000 torna        |

### Egyéni

#### Győzelmei (6)
| No. | Dátum                | Helyszín                    | Borítás | Ellenfél a döntőben | Eredmény a döntőben    |
| 1.  | 2005. szeptember 18. | Szófia                      | Salak   | Kristina Barrois    | 7–6(5), 6–3            |
| 2.  | 2010. május 29.      | Izmir                       | Kemény  | Çağla Büyükakçay    | 6–2, 6–3               |
| 3.  | 2014. február 16.    | Rancho Santa Fe, Kalifornia | Kemény  | Aojama Súko         | 6–1, 6–1               |
| 4.  | 2021. október 16.    | Monasztir, Tunézia          | Kemény  | Natsumi Kawaguchi   | 6–2, 6–3               |
| 5.  | 2023. július 16.     | Don Benito                  | Szőnyeg | Valentina Ryser     | 7–6(7), 6–7(5), 7–6(3) |
| 6.  | 2024. január 28.     | Le Gosier, Guadeloupe       | Kemény  | Clara Vlasselaer    | 6–4, 7–5               |

#### Elveszített döntői (3)
| No. | Dátum             | Helyszín          | Borítás    | Ellenfél a döntőben       | Eredmény a döntőben |
| 1.  | 2013. október 20. | Limoges           | Kemény (f) | Kristýna Plíšková         | 6-3 3-6 2-6         |
| 2.  | 2014. február 23. | Surprise, Arizona | Kemény     | Jovana Jakšić             | 6-4 6-7(13) 5-7     |
| 3.  | 2014. május 4.    | Wiesbaden         | Salak      | Jekatyerina Alekszandrova | 6-7(4) 6-4 3-6      |

### Páros
| Színjelölés          |
| -------------------- |
| $100,000 torna       |
| $75,000/80,000 torna |
| $50,000/60,000 torna |
| $25,000 torna        |
| $15,000 torna        |
| $10,000 torna        |

#### Győzelmei (4)
| No. | Dátum                | Helyszín  | Borítás | Partner              | Ellenfelek a döntőben            | Eredmény a döntőben |
| 1.  | 2005. szeptember 18. | Szófia    | Salak   | Sanja Ančić          | Joana Cortez Karolina Kosińska   | 6-7(9) 6-2 6-4      |
| 2.  | 2010. május 29.      | Izmir     | Kemény  | Maria Fernanda Alves | Çağla Büyükakçay Pemra Özgen     | 6-1 6-2             |
| 3.  | 2013. szeptember 28. | Las Vegas | Kemény  | Coco Vandeweghe      | Denise Muresan Caitlin Whoriskey | 6-4 6-2             |
| 4.  | 2021. október 17.    | Monasztir | Kemény  | Yasmine Mansouri     | Laura Böhner Mihaela Đaković     | 6-1 6-1             |

#### Elveszített döntői (5)
| No. | Dátum                | Helyszín                  | Borítás    | Partner           | Ellenfelek a döntőben                  | Eredmény a döntőben |
| 1.  | 2013. november 3.    | Barnstaple                | Kemény (f) | Raluca Olaru      | Naomi Broady Kristýna Plíšková         | 3-6 6-3 [5-10]      |
| 2.  | 2015. szeptember 26. | Albuquerque, Új-Mexikó    | Kemény     | Ana Tatisvili     | Paula Cristina Gonçalves Sanaz Marand  | 6-4 2-6 [3-10]      |
| 3.  | 2021. augusztus 28.  | Braunschweig, Németország | Salak      | Chiara Scholl     | Katharina Hobgarski Valerija Sztrahova | 6-3 2-6 [10-12]     |
| 4.  | 2021. október 24.    | Monasztir, Tunézia        | Kemény     | Mana Ayukawa      | Natsuho Arakawa Luksika Kumkhum        | 4-6 2-6             |
| 5.  | 2024. március 17.    | Monasztir, Tunézia        | Kemény     | Elena Milovanović | Mingge Su Radka Zelníčková             | 6-2 2-6 [6-10]      |

## Eredményei Grand Slam-tornákon

### Egyéniben
| Grand Slam | Australian Open | Australian Open            | Roland Garros  | Roland Garros      | Wimbledon      | Wimbledon            | US Open        | US Open              |
| Év         | Eredmény        | Utolsó ellenfél            | Eredmény       | Utolsó ellenfél    | Eredmény       | Utolsó ellenfél      | Eredmény       | Utolsó ellenfél      |
| 2007       | 2. kör          | Vera Zvonarjova            | 2. kör         | Justine Henin      | 4. kör         | Szvetlana Kuznyecova | 4. kör         | Anna Csakvetadze     |
| 2008       | 1. kör          | Jelena Janković            | 1. kör         | Bacsinszky Tímea   | 1. kör         | Francesca Schiavone  | 2. kör         | Magdaléna Rybáriková |
| 2009       | 1. kör          | Jelena Dokić               | 1. kör         | Gisela Dulko       | 1. kör         | Virginie Razzano     | –              | –                    |
| 2010       | 1. kör          | Julia Görges               | –              | –                  | Selejtező (Q2) | Selejtező (Q2)       | 2. kör         | Csan Jung-zsan       |
| 2011       | 1. kör          | Vania King                 | 1. kör         | Peng Suaj          | Negyeddöntő    | Viktorija Azaranka   | 1. kör         | O Omonmurodova       |
| 2012       | 1. kör          | Barbora Záhlavová-Strýcová | 1. kör         | Peng Suaj          | Negyeddöntő    | Viktorija Azaranka   | 1. kör         | Volha Havarcova      |
| 2013       | 2. kör          | Madison Keys               | 1. kör         | Melanie Oudin      | 1. kör         | Alexandra Cadanțu    | Selejtező (Q2) | Selejtező (Q2)       |
| 2014       | Selejtező (Q2)  | Selejtező (Q2)             | 2. kör         | Dominika Cibulková | 1. kör         | Kirsten Flipkens     | Selejtező (Q2) | Selejtező (Q2)       |
| 2015       | –               | –                          | Selejtező (Q3) | Selejtező (Q3)     | 1. kör         | Casey Dellacqua      | Selejtező (Q3) | Selejtező (Q3)       |
| 2016       | 1. kör          | Roberta Vinci              | Selejtező (Q1) | Selejtező (Q1)     | 1. kör         | J Vesznyina          | Selejtező (Q1) | Selejtező (Q1)       |

### Párosban
| Grand Slam | Australian Open       | Australian Open                   | Roland Garros                | Roland Garros                   | Wimbledon               | Wimbledon                       | US Open                 | US Open                         |
| Év         | Eredmény Partner      | Utolsó ellenfél                   | Eredmény Partner             | Utolsó ellenfél                 | Eredmény Partner        | Utolsó ellenfél                 | Eredmény Partner        | Utolsó ellenfél                 |
| 2007       | –                     | –                                 | 1. kör B. Záhlavová-Strýcová | Natalie Grandin Laura Granville | 1. kör Sybille Bammer   | J. Gyementyjeva Flavia Pennetta | 1. kör Sybille Bammer   | Martina Hingis D. Hantuchová    |
| 2008       | 1. kör Sybille Bammer | V. Azaranka Sahar Peér            | 1. kör Gabriela Navrátilová  | Bacsinszky Tímea Alizé Cornet   | 1. kör Jasmin Wöhr      | Sara Errani F. Schiavone        | 2. kör Tathiana Garbin  | Julie Ditty Carly Gullickson    |
| 2009       | 1. kör İpek Şenoğlu   | Klaudia Jans Alicja Rosolska      | 1. kör M. Domachowska        | Julie Ditty Ma. E. Salerni      | 1. kör Olha Szavcsuk    | D. Hantuchová Szugijama Ai      | –                       | –                               |
| 2010       | 1. kör A. Csakvetadze | A. Hlaváčková Lucie Hradecká      | –                            | –                               | –                       | –                               | –                       | –                               |
| 2011       | 1. kör C. Pironkova   | Cara Black A. Rodionova           | 1. kör C. Pironkova          | R. Voráčová G. Voszkobojeva     | 1. kör S. Klemenschits  | D. Hantuchová A. Radwańska      | 1. kör M. Lučić         | A. Pavljucsenkova V. Zvonarjova |
| 2012       | 2. kör Jasmin Wöhr    | D. Hantuchová A. Radwańska        | 1. kör Jasmin Wöhr           | Vania King J. Svedova           | 2. kör Christina McHale | Sara Errani Roberta Vinci       | 3. kör Angelique Kerber | Csuang Csia-zsung Csang Suaj    |
| 2013       | 1. kör Sorana Cîrstea | Varvara Lepchenko Cseng Szaj-szaj | 1. kör Christina McHale      | Date Kimiko A Parra Santonja    | 2. kör Christina McHale | J. Makarova J. Vesznyina        | –                       | –                               |

## Év végi világranglista-helyezései
| Év     | 2005 | 2006 | 2007 | 2008 | 2009 | 2010 | 2011 | 2012 | 2013 | 2014 | 2015 | 2016 | 2017 | 2018 | 2019 | 2020  | 2021 | 2022 | 2023 |
| Egyéni | 365. | 181. | 42.  | 73.  | 186. | 90.  | 43.  | 30.  | 181. | 133. | 171. | 125. | –    | –    | –    | 1154. | 778. | 492. | 388. |
| Páros  | –    | –    | 894. | 313. | 847. | 480. | 864. | 95.  | 117. | 364. | 384. | 463. | –    | –    | –    | –     | 738. | –    | –    |